# Podziemny krąg (powieść)
Podziemny krąg (1996) - pierwsza opublikowana powieść amerykańskiego autora Chucka Palahniuka. Fabuła koncentruje się wokół bezimiennego narratora, który toczy walkę ze swoim (stale rosnącym) dyskomfortem, wywołanym przez konsumpcjonizm i wzór mężczyzny zagnieżdżony w amerykańskiej kulturze. Próbując się temu przeciwstawić, w ramach radykalnej formy psychoterapii tworzy działający w podziemiu klub walki. Na podstawie książki w 1999 David Fincher wyreżyserował film pod tym samym tytułem. Film stał się fenomenem kultury masowej. Z powodu jego popularności powieść stała się obiektem licznej krytyki, głównie z powodu zawartych w niej brutalnych opisów i przemocy.

## Polskie wydania
Podziemny krąg, Wyd. Laguna 2001, ISBN 83-87736-07-4, tłumaczenie: Jacek Manicki
Fight Club. Podziemny krąg, Wyd. Niebieska Studnia 2006, ISBN 83-921512-4-0, tłumaczenie: Lech Jęczmyk (zawiera wywiad tłumacza z autorem)
Fight Club. Podziemny krąg, Wyd. Niebieska Studnia 2013, ISBN 978-83-60979-28-0, tłumaczenie: Lech Jęczmyk (zawiera dodatkowo esej Jacka Dukaja - "Powrót człowieka upadłego")

## Opis fabuły
Książka skupia się na bezimiennym narratorze, który nienawidzi swojej pracy i swojego życia. Pracuje on dla, również nienazwanej, firmy motoryzacyjnej. Jego zadanie polega na stosowaniu wzoru (liczba samochodów w obiegu razy prawdopodobieństwo wypadku razy średni koszt ugody pozasądowej), który mówi jego pracodawcy, czy wycofanie z rynku danego modelu będzie tańsze, czy droższe od (obiektywnie nieuczciwego) zatajenia wady fabrycznej. W tym samym czasie zaczyna być coraz bardziej zawiedziony propagowanym przez media konsumpcyjnym stylem życia, który pochłonął jego życie, zmuszając go do identyfikowania siebie z meblami, ubraniami i innymi posiadanymi przedmiotami. Związane z tym niezadowolenie połączone z jego służbowymi podróżami pomiędzy strefami czasowymi spowodowało, że zaczął cierpieć na chroniczną bezsenność.
Korzystając z rady udzielonej mu przez jego lekarza (który nie uważał jego bezsenności za ciężki przypadek), by zobaczył „jak wygląda prawdziwe cierpienie”, narrator udał się na spotkanie grupy wsparcia chorych na śmiertelną chorobę. Wysłuchiwanie emocjonalnych zwierzeń umierających ludzi, przyglądanie się ich płaczowi aż w końcu - płakanie w ramionach poznanego tam Boba pomogło mu wreszcie zasnąć. Jednocześnie spowodowało, że zaczął on nałogowo uczęszczać także na spotkania innych grup, m.in. cierpiących na raka jądra, jelita grubego; a także gruźlicę, otępienie, lub mających pasożyty mózgu czy krwi. Pomimo iż nie dolegała mu żadna z tych chorób, nie został przez nikogo przyłapany na swoim oszustwie, dopóki nie spotkał podobnej sobie „turystki” - Marli Singer. Narrator znienawidził ją, bo przez jej obecność; przez to, iż ktoś na sali spotkań wiedział, że oszukuje, nie mógł płakać. Podczas krótkiej konfrontacji podzielili się oni grupami aby nigdy więcej się nie spotkać.
Krótko przed tym wydarzeniem życie narratora zmienia się gwałtownie po tym, gdy spotkał na plaży Tylera Durdena, który wykorzystuje swoje nocne, półetatowe prace do własnych celów (będąc kelnerem oddaje mocz do wazy z zupą; będąc kinooperatorem wkleja w filmy familijne klatki z filmów pornograficznych). Po ostatnim spotkaniu z Marlą główny bohater odkrywa, że jego mieszkanie zostało doszczętnie zniszczone przez pożar. Początkowo załamany utratą swojego dobytku (ręcznie dmuchane naczynia, nierdzewne sztućce, zegar ścienny z cynkowanej stali, pudła na kapelusze, i tak dalej) narrator dzwoni do Tylera, który proponuje spotkanie w barze. Znajomy godzi się na przyjęcie pod swój dach gościa prosząc najpierw o przysługę wypowiadając zdanie: „Chcę, żebyś mnie z całej siły uderzył”. Bójka na parkingu przed barem przyciąga uwagę innych zawiedzionych życiem mężczyzn, dzięki czemu powstaje nowa „grupa wsparcia” - pierwszy klub walki. Walka na gołe pięści zaczyna być nowym typem terapii. Klub kontrolowany jest przez osiem (siedem według wyliczanki Tylera Durdena), wymyślonych przez Tylera i narratora, a ogłaszanych przez tego pierwszego, zasad:
1. Nie rozmawiać o klubie walki.
2. Nie rozmawiać o klubie walki.
3. Jeśli ktoś mówi stop, lub przestaje się ruszać, podda się, walka jest skończona.
4. Tylko dwóch facetów w jednej walce.
5. Jedna walka naraz.
6. Bez koszul i butów.
7. Walka trwa do skutku.
8. Jeżeli jest to twoja pierwsza noc w klubie walki, to musisz walczyć.

Później w książce mechanik mówi narratorowi o dwóch nowych zasadach. Pierwsza nowa zasada mówi że nikt nie może być w środku klubu gdy dwóch mężczyzn walczy. Druga mówi, że klub zawsze będzie darmowy.
W międzyczasie, Tyler ratuje życie Marli po jej próbie samobójczej, krzyżując tym samym plany narratora. Na wskroś tej sprawie Marla jest nieświadoma istnienia klubu walki, a tym bardziej kompletnie nieświadoma wzajemnych relacji pomiędzy Tylerem a narratorem.
Gdy członkowie klubu „dorastają” (oraz rozprzestrzeniają się do innych miast w kraju, czego narrator nie jest świadomy), Tyler postanawia użyć ich do szerzenia anty-konsumenckich idei i werbuje najbardziej zaangażowanych do nowo utworzonej „Operacji Masakra” - kulto-podobnej organizacji. Ma ona za zadanie stworzyć ze swoich członków (przez Tylera nazywanych „kosmicznymi małpami”) małą armię, która zniszczy współczesną cywilizację. Organizacja ta, jak klub walki, kontrolowana jest przez kilka zasad:
1. Nie zadawać pytań.
2. Nie zadawać pytań.
3. Nie ma tłumaczeń.
4. Żadnych kłamstw.
5. Trzeba ufać Tylerowi.

Narrator zaczyna być lojalnym członkiem Operacji Masakra, widząc ją jako kolejny krok dla klubu walki. Jednakże, zaczyna się czuć niekomfortowo przez wzrastającą destruktywność ich działań, gdy wynikiem jednego z nich jest śmierć Boba.
Gdy narrator stara się zatrzymać Tylera i jego zwolenników, dowiaduje się, że jest Tylerem; Tyler nie jest oddzielną osobą, ale odrębną osobowością. Gdy narrator zmagał się ze swoją nienawiścią do swojej pracy i swojego konsumenckiego stylu życia, jego umysł rozpoczął tworzenie nowej osobowości która byłaby w stanie uciec od jego problemów w normalnym życiu. Miarka przebiera gdy poznaje Marlę; Tyler rzeczywiście „urodził się” jako oddzielna osobowość gdy jego nieświadome pożądanie Marli kłóciło się z jego świadomą nienawiścią wobec niej. Wypływając na powierzchnię, jaźń Tylera powoli przedostaje się do umysłu narratora, który Tyler planuje przejąć całkowicie wpływając na narratora tak, by jego prawdziwa osobowość stawała się coraz bardziej taka, jak Tylera. Nawroty bezsenności narratora są momentami, gdy osobowość Tylera „wypływa”; kiedykolwiek narrator „śpi”, na jawie jest Tyler. To pozwala Tylerowi manipulować narratorem podczas tworzenia klubu walki; oprócz tego Tyler uczy się sposobów tworzenia materiałów wybuchowych i używa tej wiedzy do wysadzenia mieszkania narratora.
Poza tym narrator dowiaduje się o planach Tylera wysadzenia znajdującego się w centrum miasta biurowca Parker-Morris (w książce fikcyjny „najwyższy budynek na świecie”) używając stworzonej przez Operację Masakra domowej bomby. Rzeczywistym powodem eksplozji jest chęć zniszczenia znajdującego się nieopodal muzeum narodowego. Podczas wybuchu, Tyler planuje umrzeć jako męczennik Operacji Masakra, zabierając ze sobą również życie narratora. Podczas realizacji tego projektu, narrator stara się zatrzymać Tylera, mimo iż ten jest zawsze o krok przed nim. Próbując tego dokonać, dąży do pogodzenia się z Marlą (która zawsze wiedziała, że Tyler i narrator to ta sama osoba) i wyjaśnia jej, że nie jest Tylerem. Narrator ostatecznie zmuszony jest do konfrontacji z Tylerem na dachu budynku przeznaczonego do wysadzenia. Tam staje się więźniem Tylera, który chce zmusić go do obserwowania aktu zniszczenia. W tym momencie na dach przybywa Marla, wraz z członkami dawnych grup wsparcia narratora. Tyler znika, bo był halucynacją narratora, a nie Marli.
Narrator czeka więc aż bomba eksploduje i zabije go. Jednakże, bomba nie działa, bo Tyler pomieszał parafinę z ładunkiem wybuchowym, a taka mieszanka (w książce) nie działa. Wciąż żywy, trzymając pistolet który jeszcze przed chwilą miał Tyler, narrator podejmuje pierwszą samodzielną decyzję (od czasu, gdy „poznał” Tylera): wkłada lufę pistoletu do swoich ust i strzela. Później, budzi się w szpitalu psychiatrycznym, wierząc że umarł i znajduje się w niebie. Książka kończy się gdy członkowie Operacji Masakra, którzy pracują w tym szpitalu, mówią narratorowi, że ich plany wciąż są realizowane, oraz że wszyscy czekają na jego powrót.

## BohaterowiePodziemnego kręgu

### Narrator
Główny bohater powieści jest typowym przedstawicielem Pokolenia X - pracuje w biurze, mieszka sam w dużym apartamentowcu i regularnie zamawia przez telefon meble z IKEI. Bardzo poważnie podchodzi do takich problemów jak dopasowanie sofy do osobowości domownika i reszty wyposażenia. Nie licząc bezsenności, wiedzie spokojne i ustabilizowane życie do czasu, gdy pojawia się Tyler.
Niektórzy fani filmu odnoszą go do Jacka, co jest nawiązaniem do sceny, w której narrator czyta krótkie opowiadania pisane z perspektywy ludzkich organów (np. „Jestem szpikiem kostnym Jacka”); w oficjalnym skrypcie filmu używa się imienia „Jack”, by oznaczyć narratora. W powieści imię brzmiało „Joe”, ale zostało zmienione by uniknąć konfliktu z Reader’s Digest (artykuły które czytał narrator pochodziły z tego właśnie magazynu). Dla głównych bohaterów późniejszych powieści Chucka Palahniuka, a zwłaszcza mężczyzn, narrator z Podziemnego kręgu jest nadrzędny - zazwyczaj cechuje ich anty-bohaterskość i zachowanie łamiące ogólnie przyjęte normy.

### Tyler Durden
Anarchoprymitywistyczny nihilista z silną nienawiścią wobec konsumenckiej kultury. Pracuje nocą, gdzie przysparza swoim pracodawcom kłopotów. Oprócz tego tworzy na plaży specyficzne „dzieło sztuki”, chcąc odnaleźć ulotną doskonałość. Jest współzałożycielem klubu walki. Później tworzy Operację Masakra, za pomocą której wykonuje rozmaite ataki na szeroko pojmowany konsumpcjonizm. Niespełna rozumu, ale przyciągający Tyler powinien być rozumiany jako antybohater (zwłaszcza od momentu gdy czytelnik dowiaduje się, że narrator i Tyler to technicznie rzecz biorąc ta sama osoba), jako że pod koniec powieści staje się on przeciwnikiem narratora. Kilka postaci z późniejszych powieści Palahniuka jest zbliżonych do Tylera - przykładowo Oyster z Lullaby.

### Marla Singer
Kobieta, która poznaje narratora na spotkaniu jednej z grup wsparcia. Narrator nigdy więcej nie doświadcza tak samo swoich relacji z grupą odkąd uświadamia sobie, że Marla rozwiązuje swoje problemy (niezwiązane z chorobami fizycznymi) dokładnie tak jak on. Po tym gdy rezygnuje z grup, poznaje ją ponownie jako Tyler i zostaje jej kochankiem. Marla jest nimfomanką, i przyjmuje wiele z poglądów Tylera dotyczących konsumenckiej kultury. W kolejnych powieściach Palahniuka, w których głównym bohaterem jest mężczyzna, kobieta często jest podobna do Marli. Przykładem może być Fertility Hollis z powieści Rozbitek.

### Robert „Bob” Paulson
Człowiek, którego narrator poznaje na grupie wsparcia chorych na raka jąder. Były kulturysta, Bob stracił swoje jądra przez raka prawdopodobnie spowodowanego steroidami, których używał do budowania swojej muskulatury. Odbył terapię hormonalną, której skutkiem ubocznym było urośnięcie na jego klatce piersiowej dużych piersi i rozwinięcie się u niego miękkiego głosu. Narrator zaprzyjaźnia się z Bobem i, po zrezygnowaniu z grup, spotyka go ponownie w klubie walki. Śmierć Boba w trakcie wykonywania zadania dla Operacji Masakra powoduje obrócenie się narratora przeciwko Tylerowi, bo członkowie projektu nie odebrali jego śmierci jako czegoś tragicznego. Kiedy narrator zaczął tłumaczyć im, że umarł człowiek posiadający imię, ktoś odpowiedział, że tylko po śmierci członkowie Operacji Masakra mają imiona. Po chwili bezimienni członkowie zaczęli skandować zdanie „nazywał się Robert Paulson”, które stało się mantrą, którą narrator usłyszał później jeszcze kilka razy.